# (2667) Oikawa
(2667) Oikawa (1967 UO; 1955 UR1; 1972 RJ3; 1978 ST5; 1978 VU16) ist ein ungefähr 21 Kilometer großer Asteroid des äußeren Hauptgürtels, der am 30. Oktober 1967 vom tschechischen (damals: Tschechoslowakei) Astronomen Luboš Kohoutek an der Hamburger Sternwarte in Hamburg-Bergedorf (IAU-Code 029) entdeckt wurde. Er gehört zur Themis-Familie, einer Gruppe von Asteroiden, die nach (24) Themis benannt ist.

## Benennung
(2667) Oikawa wurde nach dem japanischen Astronomen Okuro Oikawa (1896–1970) benannt, der sich dem Tokyo Astronomical Observatory (IAU-Code 389) anschloss, als sich das National Astronomical Observatory of Japan (IAU-Code 388) in Mitaka in Bau war. Nach der Stadt Mitaka ist der Asteroid (1088) Mitaka benannt. Oikawa entdeckte acht Asteroiden. Die Benennung wurde vom japanischen Astronomen Yoshihide Kozai vorgeschlagen.